# Christoph Märtner
Christoph Hagen Märtner (* 7. März 1992 in Dresden) ist ein deutscher Handballspieler.

## Karriere
Christoph Hagen Märtner wuchs in Plauen auf und begann 1996 das Handballspielen beim dortigen Verein SV 04 Plauen Oberlosa. Im Jahr 2003 wechselte der damalige D-Jugendspieler zum SC Magdeburg. Für Magdeburg lief der Kreisläufer bis zum Ende seiner A-Jugendzeit auf. Anschließend unterschrieb der Rechtshänder einen Vertrag beim Zweitligisten VfL Bad Schwartau. Zu Beginn der Saison 2011/12 erhielt Märtner nur geringe Spielanteile. Nachdem sich während der Hinrunde seine Mannschaftskameraden Kevin Jahn und Martin Zeschke verletzten, rückte er in die Startformation auf. Zum Saisonende 2011/12 wurde sein Vertrag mit dem VfL aufgelöst. Anschließend kehrte er zum Verbandsligisten SV 04 Plauen Oberlosa zurück, stieg mit dem SV 04 Plauen Oberlosa 2013 in die Sachsenliga auf und wurde 2014 Sieger im Sachsenpokal. 2015 errang Christoph Märtner als bester Torschütze des SV 04 Plauen-Oberlosa den Sachsenmeistertitel und stieg mit seiner Mannschaft in die Mitteldeutsche Liga auf. Aufgrund von Schulterproblemen beendete er 2016 zunächst seine Karriere. Nach einem Jahr Regenerationspause nahm er das Training beim HC Elbflorenz wieder auf. Er spielt überwiegend in der 2. Männermannschaft in der mitteldeutschen Handballoberliga und erreichte im Jahre 2018 mit dieser das Finale um den Amateurpokal des DHB. Darüber hinaus wurde er vom Trainer Christian Pöhler immer wieder bei Punktspielen in der 1. Männermannschaft des HC Elbflorenz während der Saison 2017/18 in der 2. Bundesliga eingesetzt.